# Karl 13.s statsråd
Karl 13.s statsråd var Sveriges regering under Karl 13. af Sverige fra 1809 til 1818.
Kongen var regeringschef, mens udenrigsstatsministeren og justitsstatsministeren fungerede som vicestatsministre.
I 1810 blev den franske general Jean Baptiste Bernadotte valgt til svensk tronfølger og viceregeringschef. Han fik en betydelig indflydelse i regeringen. 

## Justitsstatsministre
- Carl Axel Wachtmeister (1809-1810)
- Fredrik Gyllenborg (1810-1829)

## Udenrigsstatsminister
- Lars von Engeström (1809-1824)

## Sveriges konsultative statsråd
- Gudmund Jöran Adlerbeth (1809-1815)
- Adolf Göran Mörner (1815-1838)
- Georg Adlersparre (1809-1810)
- Carl Johan Adlercreutz (1810-1815), født i Finland
- Anders Fredrik Skjöldebrand (1815-1828)
- Hans Henric von Essen (1809-1810)
- Fabian Wrede (1810-1812)
- Carl Lagerbring (1812-1822)
- Gustaf Lagerbielke (1809-1810)
- Claes Adolph Fleming (1810-1824)
- Baltzar von Platen (1809-1812)
- Johan af Puke (1812-1815)
- Olof Rudolf Cederström (1815-1828)
- Mathias Rosenblad (1809-1829)

## Hovkansler
- Gustaf Lagerbielke (1809)
- Gustaf af Wetterstedt (1809-1824)

## Statssekretærer
Statssekretær for Ecklesiastikexpeditionen
- Nils von Rosenstein (1809-1822)

Statssekretær for Handels- och finansexpeditionen
- Hans Järta (1809-1811)
- Gustaf Fredrik Wirsén (1811-1812), født i Finland
- Adolf Göran Mörner (1812-1815)
- Hans Järta (1815-1816)
- Johan Julius Fredenstam (1816-1817)
- Carl Peter af Klinteberg (1817-1821)

Statssekretær for Kammarexpeditionen (Erhvervs- og kommunalministeriet)
- Gustaf Wathier Hamilton (1809)
- Johan Abraham Börtzell (1809-1817)
- Casper Wilhelm Michael Ehrenborgh (1817-1820)

Statssekretær for Krigsexpeditionen
- Henrik Wilhelm Iserhielm (1809-1810)
- Fredrik Wilhelm Carpelan (1810-1812)
- Gustaf Fredrik Wirsén (1812-1818)